# Renato Mayugba
Renato Pine Mayugba (ur. 4 grudnia 1955 w Sampaloc) – filipiński duchowny rzymskokatolicki, od 2012 biskup Laoag.

## Życiorys
Święcenia kapłańskie otrzymał 25 kwietnia 1981 i został inkardynowany do archidiecezji Lingayen-Dagupan. Po kilkuletniej pracy w charakterze wikariusza został skierowany do seminarium w Bonuan jako jego przełożony. W latach 1985–1988 studiował w Rzymie, zaś po powrocie do kraju objął urząd rektora seminarium w Vigan. W 2003 powrócił do kierowania uczelnią w Bonuan.
18 października 2005 został mianowany biskupem pomocniczym Lingayen-Dagupan ze stolicą tytularną Centuriones. Sakry biskupiej udzielił mu 27 grudnia 2005 abp Antonio Franco.
12 października 2012 otrzymał nominację na biskupa diecezjalnego Laoag.